# Tiiran
Tiiran – organiczny związek chemiczny należący do związków heterocyklicznych. Tiiran zbudowany jest z trójatomowego pierścienia, w skład którego wchodzą dwa atomy węgla oraz jeden atom siarki. Jak większość związków siarki, tiiran posiada nieprzyjemny zapach i jest trujący.
Nazwą tiirany lub episiarczaki określa się wszelkie związki zawierające trójczłonowy pierścień z atomem siarki.

## Właściwości fizykochemiczne
Tiiran w temperaturze pokojowej jest cieczą o temperaturze wrzenia 54,0–54,5 °C. Długość wiązania pomiędzy atomem węgla a atomem siarki wynosi 181,9 pm, natomiast pomiędzy dwoma atomami węgla – 149,2 pm.

## Otrzymywanie
Tiiran otrzymuje się w reakcji tlenku etylenu z tiomocznikiem w środowisku wodnym. Produktami są tiiran i mocznik:
Inną możliwością otrzymywania tiiranu jest reakcja węglanu etylenu z rodankiem potasu:
KSCN + C
2H
4O
2CO → KOCN + C
2H
4S + CO
2